# Bryn Vaile
Bryn Vaile, född den 16 augusti 1956 i London Borough of Enfield, är en brittisk seglare.
Han tog OS-guld i starbåt i samband med de olympiska seglingstävlingarna 1988 i Seoul.